# Mali ikozihemidodekakron
| Mali ikozihemidodekakron                   | Mali ikozihemidodekakron                             |
| ------------------------------------------ | ---------------------------------------------------- |
|                                            |                                                      |
| Vrsta                                      | zvezdni polieder                                     |
| Elementi                                   | F = 30, E = 60, V =26 ({\displaystyle \chi \,} = -4) |
| Grupa simetrije                            | Ih, [5,3], *532                                      |
| Sklici                                     | DU49                                                 |
| mali ikozihemidodekaeder (dualni polieder) |                                                      |

Mali ikozihemidodekakron je dual malega ikozihemidodekaedra. Je eden izmed devetih dualnih teles hemipoliedrov. Na pogled ga ne moremo ločiti od malega dodekahemidodekakrona.  
Ker ima mali ikozihemidodekaeder šest desetkotnih stranskih ploskev, ki potekajo skozi središče, ima mali ikozidodekakron šest oglišč v neskončnosti. 